# Die tödliche Doris
Die tödliche Doris est un groupe musical allemand de musique industrielle, originaire de Berlin, actif entre 1980 et 1987. Il est formé par des étudiants en art : Wolfgang Müller et Nikolaus Utermöhlen, et qui est rejoint au bout de 3 mois d'existence par l'étudiante en art Chris Dreier. Le groupe est actif dans plusieurs domaines durant son existence, jusqu'à sa dissolution officielle en 1987 : art, photographie, cinéma, vidéo, performances artistiques et littérature.

## Histoire
En 1981, Dagmar Dimitroff remplace Chris Dreier. La formation centrale se consolide autour de Wolfgang Müller, Nikolaus Utermöhlen et Käthe Kruse, rejoints entre 1982 et 1984 par Tabea Blumenschein.
Vers 1981, le frère de Wolfgang Müller, Max Müller prend part au projet durant une courte période.
Dagmar Dimitroff, qui avait été expulsée à l'Ouest en 1977 après avoir passé dix mois en prison en RDA, a succédé à Chris Dreier en 1981. Dimitroff se produit en 1981 au festival Genialer Dilletanten, chante et joue du tambour sur le premier LP de Tödliche Doris en 1982. Après qu'Elke Kruse ait repris son rôle en 1982, une formation se forme autour de Wolfgang Müller, Nikolaus Utermöhlen, dans laquelle Tabea Blumenschein apparait à partir de 1980 dans de multiples domaines. Tabea participe à la dernière apparition de Die Tödlichen Doris le 5 décembre 1987 à Munich. Avec Hermoine Zittlau et Etsuko Okazaki, elle chanta dans l'opéra Doris Autofahrt in Deutschland, composé par le duo fondateur Müller et Utermöhlen. L'alternance entre absence et présence de Tabea est subtilement thématisée dans les photos de groupe floues en noir et blanc de Wolfgang Müller en 1982. Dans sa série de photos Kirlian, Tabea Blumenschein apparaît sur une photographie encadrée en bas au centre, devant le rideau squelettique rose qu'elle conçoit, sous la forme d'une pin-up. De plus, elle apparaît en haut à gauche de la photo sous la forme d'un portrait peint de l'artiste Michael Buthe, un ami proche de Tabea Blumenschein. Peu avant son décès en mars 2020, Tabea Blumenschein participe encore à l'album Reenactment - Das Typische Ding de Die Tödliche Doris, qui sort en 2019 en Allemagne et au Japon.
Vers 1981, le frère de Wolfgang Müller, Max, participe au projet avec des idées de films (La vie de Sid Vicious) et sur le plan musical. En 2021, il compose la musique de la face B du disque de campagne de Doris, remake de la muzak électorale que Nikolaus Utermöhlen et Wolfgang Müller ont enregistrée en 1981 avec Chris Dreier pour le verso de la cassette homonyme. En 2021, les slogans électoraux du disque sont prononcés par la comédienne de doublage Claudia Urbschat-Mingues, connue pour être la voix off du journal télévisé de la chaîne ARD et avec laquelle Wolfgang Müller collabore régulièrement depuis 2006 dans le cadre de productions radiophoniques pour la BR 2.

## Concept
Sous le nom de Die Tödliche Doris, Müller et Utermöhlen ne cessent de poser la question de l'identité de Doris et font de l'incarnation de cette figure le véritable sujet, le noyau de l'œuvre artistique. À chaque fixation qu'ils enregistraient, le duo réagissait en posant la question d'autres nouvelles possibilités, afin de se soustraire à la fixation et à l'immobilisme. Les représentations et les images ainsi créées sont transférées dans les médias artistiques les plus divers. Wolfgang Müller, le spiritus rector de Die tödliche Doris, résume ainsi le processus de déconstruction permanente : « Doris était une pop star sans corps. Elle prouvait sa présence par une absence permanente. En raison de son absence de corps, il lui manquait le caractère, la personnalité, l'identité et le style. Pour Doris elle-même, ce n'était pas un problème. Car à travers les représentations que d'autres personnes développaient d'elle, ces caractéristiques, et donc son corps, se formaient peu à peu comme par enchantement ».
L'œuvre variée des deux étudiants en art est née en 1979 dans le domaine du cinéma et de la photographie. Le nom du groupe s'est déplacé en 1980 vers la musique et a occupé successivement toutes les branches de l'art, des médias cinéma, littérature et photographie à la peinture et à la sculpture en passant par la performance et la vidéo.

## Discographie

### Cassettes audio
- Der Siebenköpfige Informator, Berlin 1980
- Das typische Ding, Berlin 1981
- Tabea und Doris dürfen doch wohl noch Apache tanzen, Berlin 1981
- Die Tödliche Doris bewirbt sich um einen Sitz im Berliner Senat, Berlin 1981
- Helgoland 23. Juli 1983, Berlin 1984
- Die Über-Doris/The Super-Doris, (gesprochen von David Steeves, deutsch / englisch), Berlin 1986
- Live SO 36, 19. November 1982, Berlin 1986, (von der DTD gebootlegtes Bootleg)
- Chöre & Soli live im Delphi-Palast – Silvester 1983/84, Berlin 1986
- Losspielen, Berlin/Bremen 2013
- Die Tödliche Doris als Bausatz, (mit 36 Beiträgen internationaler Künstlerinnen), Berlin 2024

### Vinyles
- s/t (bekannt als: 7 tödliche Unfälle im Haushalt), 12″ Maxi, Hamburg 1981
- s/t, LP, Hamburg 1982
- Chöre & Soli, 8 Miniphonplatten mit Abspielgerät, Batterie und Buch in Box, Berlin / Düsseldorf 1983
- Naturkatastrophen, Katalog & Single, Berlin 1984
- Unser Debut, LP, Düsseldorf 1985
- sechs, LP, Düsseldorf 1986
- Liveplaybacks, LP, Berlin 1986
- Unser Debut + sechs, Doppel-LP, Tokio 1986
- Die unsichtbare 5. LP materialisiert als CD, CD, Berlin 1993
- Kinderringellreihen für wahren Toren des Grals (“Nursery Rhymes for True Fools of the Grail”), CD, Washington 2002
- Fallersleben, LP, Friedrichshafen 2004
- Zwei Herzen, 7inch, Friedrichshafen 2004
- Welten – Worlds – Ohontsa'shón:'a, LP, Friedrichshafen 2005
- Musiken I-IV, 2 7inch Vinyl, Berlin 2009
- STOPP der Information, 12" Maxi, Berlin 2013
- Die unsichtbare LP Nr. 5 Wiederveröffentlichung von Die Tödliche Doris, Major-Label, Leipzig 2015
- Sprechpause, LP, Goteborg 2018
- Das typische Ding – Reenactment (I), lim. Vinyl LP-Boxset mit 31 Illustrationen, Major Label, Leipzig 2019
- Das typische Ding – Reenactment (II), lim. CD-Boxset mit 31 Illustration, Suezan Label, Japan 2020
- Die Tödliche Doris bewirbt sich um einen Sitz beim Berliner Senat, lim. 7inch Vinyl, Galerie k-strich, Bremen 2021[7]

### Autres
- 2003 : Angeldust, Doppel-LP in Box, Deutschland
- 2004 : Strudelsölle, 6-fach-LP in Box, Friedrichshafen